# Minimundus
Minimundus er en miniaturepark i Klagenfurt i Kärnten, Østrig, hvor der på et 26.000 m² stort område er opsat 156 modeller af kendte bygningsværker fra flere kontinenter i størrelsesforholdet 1:25. Dog er modellerne af Burg Hochosterwitz og passagerskibet RMS Queen Mary lavet i mindre størrelsesforhold, sidstnævnte fordi den med 12,43 meter ellers ville for lang til søen, den er i.
Parken blev åbnet i 1958 og har siden haft mere end 15 mio. besøgende. Indtægterne tilfalder parkens ejer, hjælpeorganisationen Red barnet, til brug for nødlidende børn i Kärnten. 
Over en tredjedel af de 156 modeller (status 2014) er af østrigske bygningsværker af primært regional betydning. De øvrige udgør et repræsentativt udsnit af betydningsfulde vartegn fra resten af verdenen. Til byggeriet af de fleste modeller benyttes originale materialer som sandsten, tuf, stål osv. Bygningernes kerner støbes i jernbeton, hvorefter siderne bliver muret til af modelbyggere. Figurerne på bygningerne er snittede, som for eksempel apostlene på Peterskirken. De fleste modeller er transportable og udstilles forskellige steder, når parken er lukket for vinteren.
Minimundus var delvist involveret i en international joint venture med Mini Mundus Bodensee. Mini Mundus Bodensee, der indstillede driften i 2013, var økonomisk uafhængig, men der samarbejdedes om modeller.